# مريم غاربا
مريم غاربا (بالفرنسية: Maryam Garba)‏ مواليد 7 أغسطس 1995، هي لاعبة كرة يد فرنسية تلعب كحارس مرمى. حققت مع فريقها المركز الثاني في كأس أبطال الكؤوس الأوروبية لكرة اليد للسيدات موسم 2012-2013 والمركز الثاني في كأس التحدي الأوروبية لكرة اليد للسيدات موسم 2013-2014.

## روابط خارجية
- مريم غاربا على موقع الاتحاد الأوروبي لكرة اليد (الإنجليزية)